# Лакрба
Ла́крба (Лакерба́й; мегрельская форма Лакерба́я) — древний абхазский дворянский род (ах-аамста).

## История

Тамга Мурзакана Лакрба

В грамоте владетеля Абхазии Михаила Шервашидзе, сказано, что «фамилия эта в моем владении известна 700 лет». Родовым центром семьи было с. Дурипш (в котором имеется место Лакрипш), в конце XVII в. один из представителей рода Лакрба был переселён князем Квапуа Шервашидзе (правил в 1680—1704 годах) в завоёванную им область Сабедиано (позднее по имени его сына Мурзакана названую Самурзакано) и наделён там землями. Потомки этой ветви преимущественно имели форму фамилии Лакербая. Так же эту форму фамилии имели потомки рода Лакрба, переселившиеся в соседнюю Мегрелию, где проживают в селах Чхороцку и Лесичине.
В Бзыбской Абхазии роду Лакрба принадлежало 470 дворов.
Род Лакрба делился на следующие ветви и линии:
- потомки Даура
  - линия Гедж (проживали в селе Куланурхва)
  - линия Вулкана (проживали в селе Дурипш)
  - линия Лама
  - линия Чапияга
  - линия Бекхана
  - линия Ростома
- потомки Матырбея
- потомки Квиян (Самурзаканская ветвь)